# Занусси, Кшиштоф
Кши́штоф Пиюс Зану́сси (пол. Krzysztof Zanussi; род. 17 июня 1939, Варшава, Польша) — польский кинорежиссёр, сценарист и продюсер. Лауреат главного приза Венецианского кинофестиваля «Золотой лев» (картина «Год спокойного солнца», 1984), обладатель множества международных и национальных наград.

## Биография
Родился 17 июня 1939 года в Варшаве. Имеет итальянские корни. Предки Кшиштофа Занусси по отцу происходят из итальянской области Фриули, располагающейся недалеко от Венеции. Родословная фриульских Занусси прослеживается в письменных документах до XV века. В XIX веке его предок, будучи австрийским подданным, попадает на строительство железных дорог, соединивших впоследствии Вену, Краков и Львов. Поработал он и на территории тогдашней российской части Польши, и так там и остался.
Изучал физику в Варшавском университете (1955—1959) и философию в Краковском университете (1959—1962).
С 1958 года снимал любительские фильмы, получившие ряд премий.
Творчество Занусси критика оценила уже в 1950—1960-е годы, когда он работал в любительском кино. В этот период получили награды девять  из одиннадцати его фильмов (в том числе «Трамвай в небо», снятый вместе с Винцентием Ронишем и завоевавший Гран-при на Фестивале студенческих любительских этюдов в 1958 году).
Поступил на режиссёрский факультет Лодзинской киношколы, которую окончил в 1966 году. Дипломный фильм Занусси — «Смерть провинциала» (англ. — «Death оf а Provincial», 1966) — получил приз на Международном кинофестивале в Венеции и главную премию на МКФ в Мангейме, 1967).
Автор ряда документальных и телевизионных фильмов, в том числе «Лицом к лицу» (1967) и «Зачёт» (1968). Первый полнометражный фильм — «Структура кристалла» (польск. — «Struktura kryształu», 1969) сразу же определил место режиссёра в польском кино, закрепив за ним амплуа холодного рационалиста, бесстрастного исследователя нравов современной польской интеллигенции, склонного к постановке самых сложных экзистенциальных проблем.
С начала 1970-х годов Занусси — один из самых работоспособных режиссёров польского кино, снимающий одну-две картины ежегодно, чередуя фильмы полнометражные с телевизионными, в которых — на малой площади — он как бы «отрабатывает» проблематику и сюжетику «больших» лент.
Самым значительным фильмом Занусси восьмидесятых годов был снятый в 1984 году в Польше «Год спокойного солнца».
Автор нескольких сборников телекиносценариев (частично совместно с Э. Жебровским), книг «Беседы о любительском кино» (1978) и «Пора умирать» (1997).
Лауреат «Премио Давид Эуропео» (Италия) за творчество в целом. Художественный руководитель творческого объединения «Тор» с 1980 года, вице-председатель Союза польских кинематографистов (1974—1983).
Наряду с работой в кино и на телевидении, поставил ряд театральных и оперных спектаклей в Польше, Украине, Германии, Италии, Франции, Швейцарии, России, Белоруссии. Так, в 2008 году осуществил постановку спектакля «Дуэт» по пьесе О. Эскина на сцене Новосибирского государственного драматического театра «Старый дом».

## Фильмография

### Полнометражные художественные фильмы
- 1969 — Структура кристалла / Struktura kryształu (в советском прокате «Размышление»)
- 1970 — Семейная жизнь / Życie rodzinne
- 1973 — Иллюминация / Iluminacja
- 1974 — Квартальный отчёт / Bilans kwartalny
- 1975 — Убийство в Катамаунте / Zabójstwo w Catamount, США — ФРГ
- 1977 — Защитные цвета / Barwy ochronne[7][8]
- 1978 — Спираль / Spirala
- 1980 — Константа / Constans
- 1981 — Из далёкой страны: Папа Иоанн Павел II / Da un paeso lontano: Papa Giovanni Paolo II, Италия — Великобритания
- 1982 — Императив / Imperative, ФРГ-Франция
- 1984 — Год спокойного солнца / Rok spokojnego słońca, Польша — Западный Берлин — США
- 1985 — Парадигма / Paradygmat, ФРГ
- 1988 — Где бы ни был… / Gdzieśkolwiek jest.., Польша — ФРГ
- 1989 — Обладание / Stan posiadania
- 1991 — Жизнь за жизнь / Życie za życie, Польша — Западный Берлин
- 1992 — Прикосновение руки / Dotknięcie ręki, Польша — Великобритания
- 1996 — Галоп / Cwał
- 1997 — Брат нашего Бога / Brat naszego Boga
- 2000 — Жизнь как смертельная болезнь, передающаяся половым путём / Życie, jako śmiertelna choroba przenoszona drogą płciową
- 2002 — Дополнение / Suplement
- 2005 — Персона нон грата / Persona non grata
- 2007 — Чёрное солнце / Il Sole Nero
- 2008 — Сердце на ладони / Serce na dłoni
- 2009 — Повторный визит / Rewizyta
- 2014 — Инородное тело / Obce ciało
- 2018 — Эфир / Eter

### Короткометражные фильмы
- 1958 — Хромой дьявол / Diabel kulawy
- 1958 — Трамвай до неба / Tramwaj do nieba
- 1959 — Цемент и слова / Cement i slowa
- 1961 — Самолёт из Будапешта / Samolot z Budapesztu
- 1962 — Студенты / Studenci
- 1967 — Компьютеры / Komputery (док.)
- 1968 — Смерть провинциала / Śmierć prowincjała

### Телевизионные фильмы
- 1966 — Мария Домбровская / Maria Dąbrowska
- 1966 — Промышленность / Przemysł
- 1967 — Лицом к лицу / Twarza w twarz (к/м)
- 1968 — Кшиштоф Пендерецки / Krzysztof Penderecki (док.). Приз «Серебряный Лайконик» Национального фестиваля короткометражных фильмов в Кракове '68, приз «Серебряный голубь» МКФ в Лейпциге '69
- 1968 — Зачёт / Zaliczenie (к/м)
- 1970 — Горы в сумерках / Góry o zmierzchu (к/м). Приз «Трофей народов» МКФ в Тренто '73
- 1971 — За стеной / Za ścianą. Приз МКФ в Сан-Ремо '71, приз Комитета радио и телевидения '72
- 1971 — Роль / Rola / Die Rolle (к/м), ФРГ
- 1972 — Гипотеза / Hipoteza (к/м)
- 1975 — Ночное дежурство / Nachtdienst, совм. с Э. Жебровским, ФРГ
- 1977 — Лекция по анатомии / Lekcja anatomii / Anatomische Stunde, ФРГ
- 1977 — Дом женщин / Haus der Frauen, ФРГ
- 1977 — Лютославский, Пендерецкий, Берд / Lutosławski, Penderecki, Baird
- 1979 — Дороги в ночи / Drogi pośród nocy / Wege in der Nacht, ФРГ
- 1980 — Контракт / Kontrakt. Диплом МКФ в Венеции '80
- 1980 — Мой Краков / Mój Kraków / Mein Krakau (док.), ФРГ
- 1981 — Искушение / Versuchung, ФРГ — Франция — Швейцария
- 1982 — Ватикан — столица культуры (док.), Италия
- 1982 — Недоступный, ФРГ
- 1983 — Синяя борода / Sinobrody / Blaubart, ФРГ — Швейцария
- 1990 — Наполеон, Мария Валевская / Napoleon, Maria Walewska, телесериал
- 1991 — Сегодняшняя Россия / Rosja dzisiejsza (док.), Германия — Франция — Россия — Польша
- 1992 — Долгий разговор с птицей / Długa rozmowa z ptakiem
- 1998 — Последний круг / Ostatni Krąg
- 1998 — Линия опознания / Linia opóźniająca
- 1998 — Неписаное право / Niepisane prawa
- 2000 — Скрытые сокровища / Skarby ukryte

### Спектакли
- 2008 — Дуэт / Новосибирск, Россия, Новосибирский драматический театр «Старый дом»

## Признание
- Приз на МКФ в Чикаго (1971)
- Главная премия, призы ФИПРЕССИ и экуменического жюри на МКФ в Локарно (1973)
- Берлинский кинофестиваль, приз Международной Католической организации в области кино (1975)
- Специальный приз на МКФ в Чикаго (1978)
- Каннский кинофестиваль, приз экуменического жюри (1978)
- Лауреат Каннского кинофестиваля в номинации «Режиссёр» и обладатель приза экуменического жюри (1980)
- Специальный приз жюри Венецианского кинофестиваля и кубок Пазинетти за лучший фильм (1982)
- Главный приз Венецианского кинофестиваля и кубок Пазинетти за лучший фильм (1984)
- Приз за лучший фильм — золотой «Святой Георгий» (2000)
- Приз "ФИПРЕССИ" — особый взгляд (2002)Звезда Кшиштофа Занусси на аллее звёзд в Лодзи
- Золотая медаль имени С. Ф. Бондарчука «За выдающийся вклад в кинематограф» МКФ «Золотой Витязь» (2003)
- Царскосельская художественная премия (2004)
- На Ереванском кинофестивале «Золотой абрикос» был удостоен премии им. Сергея Параджанова «за вклад в мировой кинематограф» (2005)
- Международная премия «Балтийская звезда» (2009)
- Приз «За вклад в кинематограф» (2017, кинофестиваль «Золотая арка»)
- Премия Армянской церкви «Да будет свет», врученная на XI международном кинофестивале «Золотой абрикос» (2014)[9]
- Приз "За вклад в развитие мирового кинематографа" (2022) на XIV Ташкентском международном кинофестивале "Жемчужина шелкового пути"

## Государственные награды
- Командор со звездой ордена Возрождения Польши (5 ноября 1999 года)[10][11].
- Золотая медаль «За заслуги в культуре Gloria Artis» (2005 год)[12].
- Офицер ордена «За заслуги перед Итальянской Республикой» (Италия, 27 декабря 2005 года)[13].
- Командор ордена Искусств и литературы (Франция, 2012 год)[14].
- Командор ордена «За заслуги перед Литвой» (Литва, 31 августа 2006 года)— по случаю пятнадцатилетия восстановления дипломатических отношений между Литвой и Польшей за заслуги в развитии политического, культурного и общественного сотрудничества между двумя странами[15].
- Орден князя Ярослава Мудрого V степени (Украина, 9 апреля 2009 года) — за значительный личный вклад в развитие мирового киноискусства, укрепление украинско-польских культурных связей[16].

## Документалистика
- Документальный фильм Сергея Соловьёва из цикла «САС. Те, с которыми я...» ООО «Студия С.С.С.Р.» по заказу ГТРК «Культура». 2012 г (17 июня 2019). Под сенью Вайды. Польская тетрадь. Кшиштоф Занусси.  39 мин. ГТРК «Культура». {{cite episode}}: |series= пропущен или пуст (справка)